# 琼·格林伍德
琼·格林伍德（1921年3月4日—1987年2月27日）是一位英国女演员。她生于倫敦切尔西地區，就读于皇家戏剧艺术学院。她主要活跃于戏剧舞台，二战之后在唐纳德·沃尔菲特的戏剧公司演出。曾与斯派克·密立根合作演出过弗兰克·邓洛普导演的《奥勃罗莫夫》。琼也出演过一些电影，包括《仁心与冠冕》（1949）和《不可儿戏》。